# افشنه
افشنه یا افشانه (به فارسی تاجیکی: Афшона، به ازبکی: Afshona) روستایی باستانی در ناحیهٔ رامیتن و در ۳۰ کیلومتری شمال شرقی بخارا که در جمهوری ازبکستان کنونی واقع شده است.
سمرقند و بخارا دو ولایت کهن با مردمان تاجیک‌اند که در زمان شوروی به دلایل سیاسی به جمهوری ازبکستان داده شد.
«موزهٔ ابن‌سینا» در شهر افشنه در نزدیکی بخارا یکی از مقاصد کمترشناخته‌شدهٔ ازبکستان است.
موزهٔ ابن‌سینا در شهر افشنهٔ ازبکستان اشیای فراوانی دارد که از سراسر جهان جمع‌آوری شده‌اند و روایتی از زیستِ یکی از مهم‌ترین چهره‌های علمی و فرهنگی جهان را به نمایش می‌گذارد.